# Lithariapteryx mirabilinella
Lithariapteryx mirabilinella is een vlinder uit de familie van de roestmotten (Heliodinidae). De wetenschappelijke naam van de soort is voor het eerst geldig gepubliceerd in 1940 door Comstock.